# Dagmar Möller
Dagmar Möller (Christiania, 19 december 1866 - Stockholm, 13 januari 1956) was een Noors/Zweeds zangeres en zangpedagoog. Haar stembereik was sopraan.
Dagmar Henriette Bosse werd als vierde kind geboren binnen het gezin Johan Heinrich Wilhelm Bosse (1836-1896), een uit Hannover geëmigreerde boekhandelaar/uitgever, en de Noorse Anne Marie Lehmann (1836-1893)  Uit dat huwelijk kwamen ook Harriet Bosse, Alma Bosse en Inetz Bosse voort. Het gezin verhuisde in 1879 naar Stockholm. In 1888 trouwde ze met de muzikant Adolf Teodor Sterky (1860-1945) van wie ze later scheidde en in 1896 hertrouwde ze met architect Carl Möller.
Ze kreeg haar muzikale opleiding van 1882 tot 1887 aan het Conservatorium van Stockholm en van Désirée Artôt in Parijs (oktober 1889-november 1890). Ze debuteerde aan het Kungliga Dramatiska Teatern met de rol Rose Friquet in Les Dragons de Villars van Louis-Aimé Maillart. Ze zou tot 1894 aan die opera verbonden blijven, met een uitstapje naar die van Oslo. Ze nam niet alleen serieuze rollen op zich, maar ook komische. Naast optredens in Stockholm trad ze ook op in Oslo. Ze trad tussen 1887 en 1901 regelmatig op met pianiste/componiste Agathe Backer-Grøndahl. Edvard Grieg zou zijn Hautussa aan haar opdragen. Verder zong ze liederen van Emil Sjögren, Wilhelm Stenhammar en Wilhelm Peterson Berger, waarbij ze soms door de desbetreffende componist begeleid werd.
Ze zong onder meer mee met de première van de opera Granadas dotter van Ivar Hallstöm op 26 november 1892 in Stockholm.
Van 1903 tot 1926 gaf ze les aan eerdergenoemd conservatorium en van 1903 tot 1913 aan de Operahögskolan i Stockholm.
In 1903 werd ze erelid van het Kungliga Musikhögskolan en in 1911 kreeg ze de Litteris et Artibus-medaille.
- International Standard Name Identifier: 0000 0000 5060 7194
- Library of Congress Control Number: no2020100970
- LIBRIS: 359465
- Virtual International Authority File: 12288867